# نان پولمن
نان پولمن که گاهی به آن " نان ساندویچ " یا "نان تابه ای" نیز می‌گویند، یک نان مستطیلی شکل از نان سفید است که در یک تابه باریک و بلند در دار پخته می‌شود. اصطلاح فرانسوی این سبک نان، pain de mie یا کمتر رایج، pain anglais است.
نان‌سازان اروپایی در اوایل قرن هجدهم شروع به استفاده از تابه‌های با در مربع برای به حداقل رساندن پوسته کردند. جورج پولمن، پیشگام خدمات راه‌آهن، نان را برای استفاده در واگن‌های پولمن خود به دلایل کارایی انتخاب کرد. سه نان پولمن همان فضای دو نان استاندارد با سر گرد را اشغال می‌کردند، بنابراین استفاده از فضا را در آشپزخانه کوچک پولمن به حداکثر رساند.